# Wizyty zagraniczne prezydenta Lecha Kaczyńskiego
Wizyty zagraniczne prezydenta Lecha Kaczyńskiego:

## Rok2006
| Lp. | Termin               | Państwo               | Miejsce      | Szczegóły spotkania |
| --- | -------------------- | --------------------- | ------------ | --- |
| 1   | 26 stycznia          | Włochy Watykan        | Rzym Watykan | Audiencja w Watykanie u Benedykta XVI, rozmowy z prezydentem Włoch Carlo Azeglio Ciampim. |
| 2   | 9 – 10 lutego        | Stany Zjednoczone     | Waszyngton   | 9 lutego 2006 – Rozmowy plenarne w Białym Domu pod przewodnictwem prezydenta Lecha Kaczyńskiego i prezydenta Stanów Zjednoczonych George W. Busha. 10 lutego 2006 – Spotkanie w Waszyngtonie z przedstawicielami Komitetu Żydów Amerykańskich oraz symboliczne przekazanie zbiorów biblioteki Korbońskich dla Muzeum Powstania Warszawskiego. Wizyta w Chicago i spotkanie z tamtejszą Polonią. |
| 3   | 16 – 17 lutego       | Czechy                | Praga        | Spotkanie z prezydentem Republiki Czeskiej Václavem Klausem, z premierem Jiřím Paroubkiem oraz przewodniczącym Izby Posłów Lubomírem Zaorálkiem. |
| 4   | 24 lutego            | Francja               | Paryż        | Spotkanie z prezydentem Francji Jakiem Chirakiem oraz premierem Francji Dominikiem de Villepinem. |
| 5   | 28 lutego – 1 marca  | Ukraina               | Kijów        | Spotkanie z prezydentem Ukrainy Wiktorem Juszczenką, premierem Jurijem Jechanurowem oraz Julią Tymoszenko. |
| 6   | 8 – 9 marca          | Niemcy                | Berlin       | Spotkanie z prezydentem Niemiec Horstem Köhlerem oraz z kanclerzem Niemiec Angelą Merkel. |
| 7   | 15 marca             | Litwa                 | Wilno        | Spotkanie z prezydentem Litwy Valdasem Adamkusem, odwiedziny Cmentarza na Rossie oraz sanktuarium Matki Boskiej Ostrobramskiej. |
| 8   | 22 marca             | Słowacja              | Bratysława   | Spotkanie z prezydentem Słowacji Ivanem Gašparovičem oraz premierem Mikulášem Dzurindą, odwiedziny Uniwersytetu Jana Amosa Komeńskiego. |
| 9   | 24 marca             | Węgry                 | Budapeszt    | Spotkanie z prezydentem Węgier László Sólyomem oraz Polonią węgierską. |
| 10  | 1 kwietnia           | Ukraina               | Lwów         | Druga wizyta (nieoficjalna) na Ukrainie. Pobyt we Lwowie w 350. rocznicę ślubów lwowskich króla Jana Kazimierza Wazy i spotkanie z tamtejszą Polonią. |
| 11  | 6 kwietnia           | Irak                  | Diwaniji     | Spotkanie z prezydentem Iraku Dżalalem Talabanim. Wizyta w Bazie Wojskowej ECHO w Diwaniji, gdzie odbyło się spotkanie z dowództwem Wielonarodowej Dywizji Centrum-Południe oraz z żołnierzami Polskiego Kontyngentu Wojskowego. Prezydent zapalił znicz pod tablicą upamiętniającą żołnierzy polskich poległych w Iraku oraz dokonał wpisu do księgi pamiątkowej. |
| 12  | 4 maja               | Litwa                 | Wilno        | Drugi pobyt na Litwie. Udział w międzynarodowej konferencji „Wspólna wizja na rzecz wspólnego sąsiedztwa” w Wilnie. Spotkania dwustronne z prezydentem Litwy Adamkusem, prezydentem Gruzji Saakaszwilim, prezydentem Estonii Rüütelem, wiceprezydentem Stanów Zjednoczonych Cheneyem, prezydentem Ukrainy Juszczenką, prezydentem Łotwy Vīķe-Freibergą oraz z wysokim przedstawicielem ds. wspólnej polityki zagranicznej i bezpieczeństwa – sekretarzem generalnym Rady UE Javierem Solaną. |
| 13  | 19 maja              | Bułgaria              | Warna        | Udział w XIII Szczycie Prezydentów Państw Europy Środkowo-Wschodniej w Warnie. |
| 14  | 22 maja              | Ukraina               | Kijów        | 3. wizyta na Ukrainie. Prezydent RP zaproszony jako gość specjalny kijowskiego szczytu GUAM – prezydentów Gruzji, Ukrainy, Azerbejdżanu i Mołdawii. |
| 15  | 14 czerwca           | Niemcy                | Dortmund     | Wizyta w Dortmundzie na meczu reprezentacji piłkarskich Niemiec i Polski podczas Mistrzostw Świata. Zaproszenie otrzymał od prezydenta Niemiec Horsta Köhlera. Przed meczem prezydent odwiedził w szatni polskich zawodników. |
| 16  | 5 września           | Litwa                 | Wilno        | Trzeci pobyt na Litwie. Spotkanie z prezydentem Litwy Adamkusem. |
| 17  | 10 – 13 września     | Izrael                | Jerozolima   | 4 dniowa wizyta prezydenta w Izraelu i Autonomii Palestyńskiej. Spotkanie z prezydentem Mosze Kacawem, premierem Ehudem Olmertem, Szimonem Peresem i władzami palestyńskimi, prezydentem Mahmudem Abbasem. Prezydent odwiedził Ścianę Płaczu w Jerozolimie, bazylikę Grobu Pańskiego, Instytut Jad Waszem oraz odsłonił pomnik upamiętniający żołnierzy II Korpusu Polskiego generała Władysława Andersa. |
| 18  | 15 września          | Czechy                | Praga        | Drugi pobyt w Czechach. Udział w szczycie prezydentów państw Grupa Wyszehradzka. Spotkania z prezydentem Czech – Václavem Klausem, prezydentem Węgier – László Sólyomem i prezydentem Słowacji – Ivanem Gašparovičem. |
| 19  | 17 – 19 września     | Stany Zjednoczone ONZ | Nowy Jork    | druga wizyta w USA, wystąpienie prezydenta na forum Debaty Generalnej 61. sesji Zgromadzenia Ogólnego ONZ w Nowym Jorku, gdzie poruszył kwestię reformy ONZ oraz globalnej solidarności państw jako odpowiedzi na negatywne skutki globalizacji. Podkreślił także zaangażowanie Polski w misje stabilizacyjne i pokojowe w Kosowie, Afganistanie, Demokratycznej Republice Konga oraz w Libanie i Iraku, a także o potrzebę umacniania przyjacielskich stosunków z sąsiadami, Niemcami i Rosją. |
| 20  | 30 września          | Ukraina               | Lwów         | Wizyta na Ukrainie. Prezydent wziął udział w obchodach 750-lecia Lwowa. |
| 21  | 19 – 20 października | Finlandia             | Helsinki     | Prezydent spotkał się w Helsinkach z premierem Finlandii, Mattim Vanhanenem oraz Szefem Komisji Europejskiej, José Manuelem Barosso. Drugiego dnia w Lahti wziął udział w nieformalnym szczycie Głów Państw i Szefów Rządów państw UE. Podczas obiadu roboczego z prezydentem Rosji Władimirem Putinem poruszył sprawę konfliktu rosyjsko-gruzińskiego. |
| 22  | 22 – 23 października | Węgry                 | Budapeszt    | Lech Kaczyński wziął udział w obchodach 50. rocznicy powstania węgierskiego. Spotkał się z prezydentem Niemiec Horstem Köhlerem i złożył wizytę prymasowi Węgier Péterowi Erdő. |
| 23  | 5 listopada          | Litwa                 | Wilno        | Prezydent RP wziął udział w spotkaniu prezydentów państw bałtyckich: Litwy – Valdasem Adamkusem, Estonii – Toomasem H. Ilvesem i Łotwy – Vairą Vīķe-Freiberga. |
| 24  | 6 – 8 listopada      | Wielka Brytania       | Londyn       | Oficjalna wizyta w Wielkiej Brytanii na zaproszenie rządu tego państwa. 7 listopada – Spotkania z królową Elżbietę II, premierem Tony Blairem, polskimi weteranami II wojny światowej oraz liderem Partii Konserwatywnej Davidem Cameronem. Referat nt. Jakiej wizji potrzebuje Europa? wygłoszony w Międzynarodowym Instytucie Studiów Strategicznych. 8 listopada – Spotkanie z przedstawicielami Konfederacji Przemysłu Brytyjskiego i złożenie wieńca pod Pomnikiem Lotników Polskich w Northolt. Po południu wizyta w Szkocji: spotkania z pierwszym ministrem Szkocji i przewodniczącym parlamentu Szkocji, odebranie honorowego członkostwa The Society of Writers to Her Majesty’s Signet. |
| 25  | 28 – 29 listopada    | Łotwa                 | Ryga         | Szczyt NATO w Rydze. |
| 26  | 5 grudnia            | Niemcy                | Mettlach     | Prezydent w Mettlach w Kraju Saary wziął udział w szczycie państw Trójkąta Weimarskiego. Niemcy reprezentowała kanclerz Angela Merkel, a Francję prezydent Jacques Chirac. |
| 27  | 14 – 15 grudnia      | Belgia                | Bruksela     | Posiedzenie Rady Europejskiej w Brukseli. |

## Rok2007
| Lp. | Termin           | Państwo                | Miejsce           | Szczegóły spotkania |
| --- | ---------------- | ---------------------- | ----------------- | --- |
| 28  | 22 – 24 stycznia | Turcja                 | Ankara            | Wizyta w Turcji. Spotkania z prezydentem Sezerem w Ankarze i premierem Erdoğanem w Stambule, wyjazd do Adampola. |
| 29  | 1 – 2 lutego     | Rumunia                | Bukareszt         | Oficjalna wizyta w Rumunii. |
| 30  | 4 lutego         | Niemcy                 | Kolonia           | |
| 31  | 6 lutego         | Litwa                  | Wilno             | Piąty pobyt na Litwie. Spotkanie z prezydentem Valdasem Adamkusem. |
| 32  | 16 lutego        | Irlandia               | Dublin            | Wizyta prezydenta w Dublinie. |
| 33  | 19 – 20 lutego   | Belgia                 | Bruksela          | Wizyta prezydenta w Brukseli na szczycie Rady Europejskiej. |
| 34  | 8 – 9 marca      | Niemcy                 | Berlin            | Obecność prezydenta w Berlinie gdzie wraz z 26 przedstawicielami krajów należących do Unii Europejskiej podpisał Deklarację Berlińską. |
| 35  | 25 marca         | Kazachstan Azerbejdżan | Astana Baku       | Wizyta robocza w Kazachstanie i Azerbejdżanie. |
| 36  | 28 – 31 marca    | Watykan                | Watykan           | Druga wizyta w Watykanie. Trzecie spotkanie z papieżem Benedyktem XVI. |
| 37  | 2 kwietnia       | Litwa Łotwa            | Wilno Ryga        | Nieformalny szczyt 8 prezydentów w Rydze na Łotwie. Lech Kaczyński wziął udział w spotkaniu z prezydentami: Austrii, Finlandii, Łotwy, Niemiec, Portugalii, Węgier i Włoch. |
| 38  | 10 – 11 kwietnia | Gruzja                 | Tbilisi           | Wizyta w Gruzji i spotkanie z prezydentem Saakaszwilim. |
| 39  | 15 – 16 kwietnia | Wielka Brytania        | Londyn            | Spotkanie prezydenta Kaczyńskiego z prezydentem Ukrainy Wiktorem Juszczenką podczas promocji polsko-ukraińskiej kandydatury do organizacji Euro 2012. |
| 40  | 18 kwietnia      | Czechy                 | Brno              | Prezydent RP wziął udział w XIV Spotkaniu Prezydentów Państw Europy Środkowej w Brnie. |
| 41  | 24 – 26 maja     | Watykan                | Watykan           | Prezydent Kaczyński z małżonką wziął udział w uroczystościach kanonizacyjnych bł. Szymona z Lipnicy. Po mszy świętej Para Prezydencka została przyjęta przez papieża Benedykta XVI w bazylice św. Piotra.                                                                                      |
| 42  | 3 czerwca        | Belgia                 | Bruksela          | Wizyta prezydenta w Kwaterze Głównej NATO. Lech Kaczyński spotkał się z Sekretarzem Generalnym Organizacji Paktu Północnoatlantyckiego Jaapem de Hoop Schefferem. |
| 43  | 6 czerwca        | Niemcy                 | Meseberg          | Spotkanie z kanclerz Angelą Merkel w podberlińskim pałacu Meseberg. |
| 44  | 16 czerwca       | Belgia                 | Bruksela          | Obecność na szczycie przywódców państw Unii Europejskiej w Brukseli. |
| 45  | 21 – 22 czerwca  | Stany Zjednoczone      | Waszyngton        | Spotkanie z prezydentem USA, George W. Bushem. |
| 46  | 9 lipca          | Ukraina                | Kijów             | Prezydent RP Lech Kaczyński udał się z wizytą na Ukrainę. Przedmiotem rozmów była organizacja turnieju Euro 2012. |
| 47  | 15 – 18 lipca    | Stany Zjednoczone      | Waszyngton        | Prezydent RP Lech Kaczyński udał się z wizytą roboczą do Stanów Zjednoczonych Ameryki. |
| 48  | 22 lipca         | Francja                | Grenoble          | W związku z tragicznym wypadkiem polskiego autokaru we Francji, prezydent Lech Kaczyński przybył do Grenoble. |
| 49  | 17 września      | Rosja                  | Katyń             | Prezydent RP złożył wieniec i zapalił znicz na Polskim Cmentarzu Wojennym w Katyniu w Rosji. |
| 50  | 20 września      | Węgry                  | Budapeszt         | Prezydent RP wziął udział w spotkaniu prezydentów państw Grupy Wyszehradzkiej na Węgrzech. |
| 51  | 23 – 25 września | Stany Zjednoczone      | Nowy Jork Chicago | Prezydent Lech Kaczyński udał się z wizytą roboczą do Stanów Zjednoczonych gdzie spotkał się z Polonią w Nowym Jorku i Chicago. Prezydent Lech Kaczyński spotkał się także z sekretarzem generalnym Narodów Zjednoczonych Ban Ki-moonem oraz prezydentem Brazylii Luizem Inácio Lulą da Silvą. |
| 52  | 7 października   | Francja                | Paryż             | Wizyta prezydenta RP we Francji, rozmowy z prezydentem Nicolas’em Sarkozym. |
| 53  | 10 października  | Litwa                  | Wilno             | Prezydent RP udał się do Wilna, gdzie wziął udział w konferencji poświęconej bezpieczeństwu. |
| 54  | 12 października  | Niemcy                 | Berlin            | Wizyta robocza prezydenta RP w Republice Federalnej Niemiec, gdzie Lech Kaczyński spotkał się w Berlinie z kanclerz RFN Angelą Merkel. |
| 55  | 18 października  | Belgia                 | Bruksela          | Udział prezydenta RP w nieformalnym szczycie Unii Europejskiej w Brukseli. |
| 56  | 22 listopada     | Gruzja                 | Tbilisi           | Oficjalna wizyta w Gruzji. |
| 57  | 3 grudnia        | Słowacja               | Bratysława        | Oficjalna wizyta na Słowacji. |
| 58  | 6 – 7 grudnia    | Ukraina                | Kijów             | Oficjalna wizyta na Ukrainie. |
| 59  | 11 grudnia       | Czechy                 | Praga             | Oficjalna wizyta w Czechach. |
| 60  | 12 grudnia       | Portugalia             | Lizbona           | Udział prezydenta RP w uroczystościach podpisania Traktatu Reformującego w Lizbonie. |

## Rok2008
| Lp. | Termin                   | Państwo             | Miejsce          | Szczegóły spotkania |
| --- | ------------------------ | ------------------- | ---------------- | --- |
| 60  | 19 stycznia              | Gruzja              | Tbilisi          | Wizyta prezydenta RP w Gruzji. |
| 61  | 23 stycznia              | Chorwacja           | Zagrzeb          | Wizyta prezydenta RP w Chorwacji. |
| 62  | 1 lutego                 | Litwa               | Wilno            | Wizyta robocza prezydenta RP na Litwie. |
| 63  | 16 lutego                | Litwa               | Wilno            | Wizyta prezydenta RP na Litwie. |
| 64  | 18 marca                 | Estonia             | Tallinn          | Spotkanie prezydentów Polski i Estonii. |
| 65  | 21 marca                 | Węgry               | Budapeszt        | Wizyta prezydenta RP na Węgrzech. |
| 66  | 2 – 4 kwietnia           | Rumunia             | Bukareszt        | Udział prezydenta RP i delegacji rządowej na szczycie NATO w Bukareszcie. |
| 67  | 9 – 10 kwietnia          | Finlandia           | Helsinki         | Wizyta oficjalna prezydenta RP w Finlandii; spotkanie z prezydentem panią Tarją Halonen. |
| 68  | 29 kwietnia              | Austria             | Graz             | Udział prezydenta RP w nieformalnym spotkaniu szefów państw w Grazu, w tym spotkał się z Prezydentem Austrii Fisherem, a także z prezydentami Finlandii, Łotwy, Niemiec, Portugalii, Węgier i Włoch. |
| 69  | 1 maja                   | Macedonia Północna  | Ochryda          | Udział prezydenta RP w XV Spotkaniu Prezydentów Państw Europy Środkowej w Ochrydzie. Prezydent RP spotkał się z Prezydentami Macedonii, Albanii, Bośni i Hercegowiny oraz Turcji. |
| 70  | 2 maja                   | Kosowo              | Prisztina        | Wizyta prezydenta u polskich żołnierzy stacjonujących w bazie Camp Bondsteel w ramach kontyngentu KFOR. |
| 71  | 12 – 15 maja             | Izrael              | Jerozolima       | Spotkania z prezydentem Izraela Szimonem Peresem i premierem Ehudem Olmertem, udział w konferencji „Patrząc w przyszłość”, na której spotkał się z prezydentem Ukrainy Wiktorem Juszczenko i z prezydentem Łotwy Valdisem Zatlersem. Jednym z punktów programu wizyty jest także uroczystości z okazji 60-lecia powstania państwa izraelskiego. |
| 72  | 22 – 23 maja             | Litwa Łotwa Ukraina | Wilno Ryga Kijów | Wizyta w Wilnie i Rydze, a następnie w Kijowie, gdzie prezydent uczestniczył w tzw. szczycie energetycznym. |
| 73  | 26 maja                  | Gruzja              | Tbilisi          | Wizyta prezydenta RP w Gruzji, w związku z obchodami święta państwowego Gruzji. |
| 74  | 12 czerwca               | Austria             | Wiedeń           | Wizyta prezydenta w Austrii, spotkanie z prezydentem Heinzem Fischerem. Obecność na meczu piłkarskim Polska – Austria w Wiedniu, podczas rozgrywek Euro 2008. |
| 75  | 16 czerwca               | Litwa               | Wilno            | Spotkanie z prezydentem Litwy. |
| 76  | 1 lipca                  | Gruzja              | Tbilisi          | Udział w szczycie GUAM. |
| 77  | 5 lipca                  | Hiszpania           | Saragossa        | Udział w wystawie Expo 2008 w Saragossie. |
| 78  | 13 – 14 lipca            | Francja             | Paryż            | Wizyta oficjalna prezydenta RP we Francji. |
| 79  | 24 lipca                 | Czechy              | Praga            | Spotkanie z prezydentem Czech Václavem Klausem. |
| 80  | 12 sierpnia              | Gruzja              | Tbilisi          | Wizyta oficjalna prezydenta RP w Gruzji. |
| 81  | 28 sierpnia              | Estonia             | Tallinn          | Spotkanie z prezydentami Łotwy i Estonii. |
| 82  | 1 września               | Belgia              | Bruksela         | Udział w nadzwyczajnym posiedzeniu Rady Europejskiej. |
| 83  | 23 – 25 września         | Stany Zjednoczone   | Nowy Jork        | Udział w sesji Zgromadzenia Ogólnego ONZ w Nowym Jorku. |
| 84  | 23 listopada             | Gruzja              | Tbilisi          | wizyta prezydenta RP w Gruzji z okazji 5 rocznicy Rewolucji Róż (incydent pod Achalgori – naruszenie zasad ochrony głowy państwa). |
| 85  | 11 – 12 grudnia          | Belgia              | Bruksela         | Udział w nadzwyczajnym posiedzeniu Rady Europejskiej. |
| 86  | 30 listopada – 2 grudnia | Mongolia            | Ułan Bator       | Wizyta prezydenta RP w Mongolii. |
| 87  | 2 – 5 grudnia            | Japonia             | Tokio            | Wizyta prezydenta RP w Japonii. |
| 88  | 5 grudnia                | Korea Południowa    | Seul             | Wizyta prezydencka RP w Korei Południowej. |

## Rok2009
| Lp. | Termin               | Państwo               | Miejsce                    | Szczegóły wizyty |
| --- | -------------------- | --------------------- | -------------------------- | --- |
| 89  | 8 stycznia           | Czechy                | Praga                      | Spotkanie z prezydentem Czech Václavem Klausem. |
| 90  | 16 lutego            | Litwa                 | Wilno                      | Udział w obchodach 91. rocznicy odrodzenia Litwy. |
| 91  | 21 lutego            | Słowacja              | Bratysława                 | Wizyta Prezydenta RP na Słowacji. |
| 92  | 28 lutego            | Ukraina               | Lwów                       | Udział w uroczystościach 65. rocznicy mordu polskich mieszkańców wsi Huta Pieniacka na Ziemi Lwowskiej. |
| 93  | 19 – 20 marca        | Belgia                | Bruksela                   | Obecność na szczycie Unii Europejskiej w Brukseli. |
| 94  | 3 – 4 kwietnia       | Francja Niemcy        | Baden-Baden Kehl Strasburg | Udział Prezydenta RP w jubileuszowym szczycie NATO. |
| 95  | 5 kwietnia           | Czechy                | Praga                      | Obecność na szczycie UE-USA w Pradze. |
| 96  | 8 kwietnia           | Afganistan            | Kabul                      | Wizyta Prezydenta RP w Afganistanie. |
| 97  | 16 kwietnia          | Litwa                 | Wilno                      | Wizyta Prezydenta RP na Litwie. |
| 98  | 13 maja              | Serbia                | Belgrad                    | Wizyta robocza w Serbii. |
| 99  | 17 – 18 maja         | Włochy Watykan        | Rzym Watykan               | Audiencja w Watykanie u Benedykta XVI, rozmowy z prezydentem Włoch Giorgio Napolitano, udział w uroczystościach na Monte Cassino, spotkanie z żołnierzami 2. Korpusu Polskiego, modlitwa przy grobie Jana Pawła II, Wizyta u Wielkiego Mistrza Zakonu Kawalerów Maltańskich. |
| 100 | 15 czerwca           | Szwajcaria            | Genewa                     | Otwarcie przez Prezydenta RP sesji MOP w Genewie. |
| 101 | 18 czerwca           | Belgia                | Bruksela                   | Udział w posiedzeniu Rady Europejskiej. |
| 102 | 19 czerwca           | Serbia                | Nowy Sad                   | Udział w XVI spotkaniu prezydentów państw Europy Środkowej w Nowym Sadzie. |
| 103 | 2 – 3 lipca          | Azerbejdżan           | Baku                       | Wizyta Prezydenta RP w Azerbejdżanie. Lech Kaczyński odebrał tytuł doktora honoris causa, przyznany przez Bakiński Uniwersytet Słowiański. |
| 104 | 6 lipca              | Litwa                 | Wilno                      | Udział w uroczystościach związanych z jubileuszem Tysiąclecia Litwy. |
| 105 | 22 – 25 września     | Stany Zjednoczone ONZ | Nowy Jork                  | Wizyta Prezydenta RP w USA. Spotkanie i nadanie odznaczeń przedstawicielom Polonii. Lech Kaczyński otworzył sesję nowojorskiej giełdy (NYSE). Spotkanie z prezydentem USA Barackiem Obamą. Wystąpienie prezydenta na forum 64. sesji Zgromadzenia Ogólnego ONZ w Nowym Jorku. Prezydent poruszył wiele tematów m.in. o konieczności reformy Rady Bezpieczeństwa, globalnym kryzysie i wielowektorowości świata oraz o zwiększeniu roli ONZ w rozwiązywaniu wynikających z tego problemów. |
| 106 | 7 października       | Rumunia               | Bukareszt                  | Wizyta Prezydenta RP w Rumunii. |
| 107 | 11 października      | Watykan               | Watykan                    | Udział w uroczystości kanonizacyjnej błogosławionego abp. Zygmunta Szczęsnego Felińskiego. Spotkanie z papieżem Benedyktem XVI. |
| 108 | 29 – 30 października | Belgia                | Bruksela                   | Obecność na szczycie Unii Europejskiej w Brukseli. |

## Rok2010
| Lp. | Termin           | Państwo    | Miejsce | Szczegóły wizyty |
| --- | ---------------- | ---------- | ------- | --- |
| 109 | 21 – 22 stycznia | Czechy     | Praga   | Wizyta Prezydenta RP w Republice Czeskiej. Spotkanie z prezydentem Czech Václavem Klausem i premierem Janem Fischerem. Odznaczenie Lecha Kaczyńskiego najwyższym czeskim odznaczeniem państwowym – Orderem Lwa Białego z Łańcuchem. Spotkanie z przedstawicielami Polaków mieszkających w Czechach oraz władz Pragi. |
| 110 | 28 stycznia      | Szwajcaria | Davos   | Udział Prezydenta RP w jubileuszowym, 40. spotkaniu w Davos. |
| 111 | 18 lutego        | Chorwacja  | Zagrzeb | Obecność na ceremonii zaprzysiężenia Ivo Josipovicia nowego prezydenta Chorwacji. |
| 112 | 25 lutego        | Ukraina    | Kijów   | Obecność na ceremonii zaprzysiężenia prezydenta Ukrainy Wiktora Janukowycza. Spotkanie z prezydentem Macedonii. |
| 113 | 11 marca         | Litwa      | Wilno   | Udział w uroczystej sesji litewskiego Sejmu z okazji obchodów 20. Rocznicy Odzyskania Niepodległości przez Republikę Litewską. |
| 114 | 8 kwietnia       | Litwa      | Wilno   | Wizyta robocza Prezydenta RP na Litwie. |

## Spotkania z szefami państw, rządów i instytucji międzynarodowych za granicą
Prezydent Lech Kaczyński do 8 kwietnia 2010 odwiedził 36 krajów składając 114 wizyt:
| Liczba wizyt | Flaga i pełna nazwa państwa |
| ------------ | --- |
| 16           | Republika Litewska |
| 9            | Królestwo Belgii, Ukraina |
| 8            | Republika Czeska, Republika Federalna Niemiec |
| 7            | Gruzja |
| 6            | Stany Zjednoczone Ameryki |
| 5            | Republika Francuska, Państwo Watykańskie |
| 4            | Węgry |
| 3            | Republika Łotewska, Rumunia, Republika Słowacka |
| 2            | Republika Austrii, Republika Azerbejdżanu, Konfederacja Szwajcarska, Republika Estonii, Republika Finlandii, Zjednoczone Królestwo Wielkiej Brytanii i Irlandii Północnej, Republika Chorwacji, Republika Włoska, Państwo Izrael, Republika Serbii |
| 1            | Islamska Republika Afganistanu, Republika Bułgarii, Królestwo Hiszpanii, Irlandia, Republika Iraku, Japonia, Republika Kazachstanu, Republika Korei, Republika Macedonii, Mongolia, Republika Portugalska, Federacja Rosyjska, Republika Turcji    |